# Ali Tekintamgaç
Ali Tekintamgaç (* 1968 oder 1969 in der Türkei), auch bekannt als Mafia-Ali, ist ein deutschtürkischer Pokerspieler. Er gewann 2010 irregulär das Main Event der World Poker Tour und wurde 2014 wegen Betrugs beim Pokerspielen zu einer Haftstrafe verurteilt.

## Pokerkarriere
Tekintamgaç nahm von 2009 bis 2012 an renommierten Live-Turnieren teil.
Seine ersten Live-Preisgelder gewann Tekintamgaç im Jahr 2009 im King’s Casino in Rozvadov bei Turnieren der Variante No Limit Hold’em mit Buy-ins von maximal 800 Euro. Ende April 2010 erreichte er erstmals beim Main Event der European Poker Tour die Geldränge und belegte in Monte-Carlo den 125. Platz mit 15.000 Euro Preisgeld. Im Mai 2010 gewann Tekintamgaç das Main Event der World Poker Tour (WPT) in Barcelona. Dafür setzte er sich gegen 325 andere Spieler durch und erhielt eine Siegprämie von 278.000 Euro. Anfang August 2010 saß Tekintamgaç am Finaltisch des Main Events der Italian Poker Tour in Venedig und erhielt für seinen fünften Platz ein Preisgeld von 46.000 Euro. Seine bis dato letzte Geldplatzierung erzielte er Ende Juli 2012.
Insgesamt hat sich Tekintamgaç mit Poker bei Live-Turnieren mehr als 500.000 US-Dollar erspielt.

## Betrug und Verurteilung
Im November 2010 erreichte Tekintamgaç den Finaltisch beim Main Event der Partouche Poker Tour in Cannes, deren Siegprämie 1,3 Millionen Euro betrug. Noch vor dem Start des Finaltischs wurde er jedoch disqualifiziert, da ihn die Organisatoren mithilfe von Kameraaufzeichnungen des Betrugs überführt hatten. Ein Komplize von Tekintamgaç, der sich als Blogger ausgab, spähte während des Spiels die Handkarten seiner Gegner aus und signalisierte sie dann über Handzeichen an Tekintamgaç. Mithilfe dieser Masche hatte er auch zuvor das WPT-Main-Event gewonnen. Bei anderen Turnieren bediente sich Tekintamgaç eines anderen Hilfsmittels: In den Pokerkarten befanden sich versteckte Magnetstreifen, die von einem Gerät, das wie ein Handy aussah, gelesen werden konnten. Durch einen Knopf im Ohr konnte er so von seinen Komplizen die Karten der anderen Spieler erfahren.
Im Juli 2014 wurde Tekintamgaç vom Augsburger Landgericht zu einer Haftstrafe von drei Jahren und fünf Monaten verurteilt. Im März 2015 wurden acht seiner Komplizen zu Bewährungsstrafen verurteilt.